# ديفيد دالتون (عازف كمان)
ديفيد دالتون (بالإنجليزية: David Dalton)‏ هو عازف كمان أمريكي، ولد في 18 يناير 1934 في سبرينغفيل في الولايات المتحدة.